# André Pieyre de Mandiargues
André Pieyre de Mandiargues (14 de março de 1909 - 13 de dezembro de 1991, ambos em Paris, França) foi um escritor francês.

## Carreira
Tornou-se associado dos surrealistas e casou-se com a pintora italiana Bona Tibertelli de Pisis (sobrinha do pintor metafísico italiano Conde Filippo Tibertelli de Pisis). Foi amigo íntimo da pintora Leonor Fini.
Seu romance La Marge (1967; Eng: The Margin ) ganhou o Prix Goncourt e foi transformado em filme de mesmo nome por Walerian Borowczyk em 1976. É sua coleção de itens pornográficos que é apresentada na coleção Une particulière de Borowczyk. Borowczyk também usou o trabalho de Mandiargues para a primeira história incluída em seu filme antológico Immoral Tales.
Ele também escreveu uma introdução à História de O de Anne Desclos e foi signatário do Manifesto dos 121.
Seu livro Feu de braise (1959) foi publicado em 1971 em uma tradução para o inglês por April FitzLyon chamado Blaze of Embers (Calder and Boyars, 1971).
Seu livro mais popular foi The Motorcycle (1963), que foi adaptado para o filme de 1968 The Girl on a Motorcycle, estrelado pela jovem Marianne Faithfull. Mandiargues era amiga da jornalista de motocicleta Anke-Eve Goldmann, que provavelmente foi a inspiração para a personagem principal 'Rebecca', já que Goldmann foi a primeira mulher a pilotar uma motocicleta com um macacão de couro de uma peça, que ela projetou com o fabricante alemão Harro.

## Publicações
- Le Musée noir (1946)
- L'Anglais décrit dans le château fermé (1953)
- Le Lis de mer (1956)
- Le Belvédère (1958)
- Feu de braise (1959)
- La motocyclette (1963)
- La Marge (1967)
- Isabella Morra (1974)
- Tout disparaîtra (1987)